# هاري ر. ترومان
هاري ر. ترومان (بالإنجليزية: Harry R. Truman)‏ هو مدير الفندق أمريكي، ولد في 30 أكتوبر 1896 في مقاطعة كلاي في الولايات المتحدة، وتوفي في 18 مايو 1980 في واشنطن في الولايات المتحدة بسبب تدفق بركاني فتاتي.